# Det Holsteinske Palæ
 For alternative betydninger, se Holsteins Palæ.
Det holsteinske Palæ (ikke at forveksle med Holsteins Palæ i Stormgade 10) var et københavnsk barokpalæ opført 1721 på Kongens Nytorv, der var bolig for storkansler, lensgreve Ulrich Adolf Holstein til grevskabet Holsteinborg og Christine Sophie Holstein. Sidstnævntes livlige litterære salon var et vigtigt socialt omdrejningspunkt i Frederik 4.s regeringsperiode.
Palæet lå, hvor nu Magasin du Nord ligger. Det findes gengivet i Thurahs arkitekturværk Hafnia Hodierna, i sammes Den danske Vitruvius og i Den danske Atlas.
I 1748 blev palæet genopbygget i mere beskeden skikkelse og bygningen skiftede hyppigt ejer. Da traktør Ernst Møller havde overtaget ejendommen, indrettede han 1796 bygningen til Hotel du grand Nord. I 1892 blev palæet revet ned for at give plads til stormagasinets nuværende bygning.
55°40′29.42″N 12°34′26.02″Ø / 55.6748389°N 12.5738944°Ø